# Shimada
Shimada (Japans: 島田市, Shimada-shi) is een stad in de prefectuur Shizuoka in Japan. Begin 2010 is de oppervlakte van deze stad is 315,88 km² en heeft de stad ruim 100.000 inwoners.

## Geschiedenis
In de Edoperiode was Shimada een dubbele halteplaats aan de Tōkaidō. Wegens angst voor vijandelijke samoerai mocht er geen brug over de Ōi gebouwd worden. Als de rivier te woest was (na regenval) was een langdurig verblijf in Shimada of Kanaya (op de andere oever) noodzakelijk. Uiteindelijk is er een houten brug, de Hōrai-brug, gebouwd die nog steeds de langste houten voetgangersbrug ter wereld is.
Shimada werd op 1 januari 1948 een stad (shi).
Uitbreidingen van de stad:
- op 1 januari 1955 met de dorpen Rokugo (六合村, Rokugō-mura), Otsu (大津村, Otsu-mura), Daicho (大長村, Daichō-mura) en een deel van Ikumi (伊久身村, Ikumi-mura);
- op 1 juni 1961 werd het dorp Hatsukura (初倉村, Hatsukura-mura) geannexeerd;
- op 5 mei 2005 fuseerden Shimada en de gemeente Kanaya (金谷町, Kanaya-chō);
- op 1 april 2005 werd de gemeente Kawane (川根町, Kawane-chō) bij Shimada gevoegd.

## Economie
De economie van Shimada is primair gebaseerd op landbouw met groene thee als belangrijkste gewas. Verder is er lichte industrie met een nadruk op de productie van auto-onderdelen.

## Bezienswaardigheden
- Hōrai brug, de langste houten voetgangersbrug ter wereld.

## Verkeer
Shimada ligt aan de Tōkaidō-hoofdlijn van de East Japan Railway Company en aan de Ōigawa-hoofdlijn van de Ōigawa Spoorweg.
Shimada ligt aan de Tomei-autosnelweg en aan de nationale autoweg 1 en 473 en aan de prefecturale wegen 34, 55, 63, 64, 73, 81, 217, 220, 227, 228, 230, 233, 234, 265, 342, 381 en 408.

## Stedenband
Shimada heeft een stedenband met
- Richmond (Californië), Verenigde Staten, sinds december 1961
- Huzhou, China, sinds mei 1987
- Brienz, Zwitserland, sinds 10 augustus 1996

## Aangrenzende steden
- Shizuoka
- Hamamatsu
- Fujieda
- Kakegawa
- Kikugawa
- Makinohara
- Yaizu

## Geboren in Shimada
- Kitagawa Tamiji (北川 民次, Kitagawa Tamiji), kunstschilder en graficus
- Kayoko Kishimoto (岸本加世子, Kishimoto Kayoko), actrice
- Yukihiro Ikeda (池田 幸広, Ikeda Yukihiro), musicus (tuba)
- Hirotoki Onozawa (小野澤宏時, Onozawa Hirotoki), rugbyspeler
- Takahiro Kawamura (河村 崇大, Kawamura Takahiro), voetballer
- Sho Naruoka (成岡翔, Naruoka Shō), voetballer
- Makoto Hasebe (長谷部 誠, Hasebe Makoto), voetballer
- Masaki Yamamoto (山本 真希, Yamamoto Masaki), voetballer